# Wanek Ferenc
Wanek Ferenc (Nagydisznód, 1944. október 21. –) erdélyi magyar geológus, egyetemi oktató, tudománytörténész.

## Életpályája
Édesapja a szász Wanek Franz Traugott kőolajfúró mérnök, édesanyja Tonk Karolina volt (Tonk Sándor nagynénje). 1962-ben érettségizett Nagyváradon, majd 1965-ben Kolozsváron rajztanári oklevelet szerzett. Kedvenc tanárai voltak: Kristófi János, Mottl Román, Forró Antal, Balaskó Nándor és Vremir Mircea. 1966–1968 között általános iskolai rajztanár volt a Bihar megyei Fugyivásárhelyen, Nagyváradon és Bihardiószegen.
1968–1973 között a kolozsvári Babeș–Bolyai Tudományegyetemen földtan szakon tanult, és évfolyamelsőként szerzett egyetemi diplomát. 1973–1977 között a kolozsvári Földtani Kutató és Feltáró Vállalat (IPEG) belényesi és óradnai részlegén dolgozott. 1977–1996 között a kolozsvári egyetem árokaljai kutatóállomásán geológus kutató volt, 1997–2003 között Románia Földtani Intézete kolozsvári fiókjánál II. fokozatú főkutató. Ebben az időben külső munkatársként földtani és őslénytani tantárgyakat tanított a Babeṣ–Bolyai Tudományegyetem biológia–földtan, majd földrajz karán. 2002-től a Sapientia EMTE kolozsvári karán a környezettudomány szakon tanított, 2003-tól kinevezett adjunktusként. 2008-től nyugdíjas, de óraadóként tovább tanít.
A Bolyai Társaság alapító tagja, 1990–1994 között titkára, 1994–1996 között alelnöke, majd 1998–2005 között elnöke.
1999 óta évi rendszerességgel szervezi az Erdélyi Magyar Műszaki Tudományos Társaság bányászati, kohászati és földtani konferenciáit, 2008 óta pedig társszervezőként a Tudomány- és Ipartörténeti Konferenciát is.

## Munkássága
Szakterülete elsősorban a parányőslénytan, ezen belül a harmadkori kövült kagylósrákok és azok rétegtana. Foglalkozott földfelszín-alaktani és környezetföldtani kutatásokkal is. Jelentős tudománytörténeti dolgozatokat is közölt.
Tudományos dolgozatai száma meghaladja a 85-öt, ezek kötetekben, folyóiratokban és konferencia-kiadványokban jelentek meg.
Több mint 30 tudománynépszerűsítő írása, 60-nál több újságcikke, recenziója jelent meg.
Az erdélyi magyar egyetem szervezésével kapcsolatos írásai a Kelet–Nyugat, a Magyar Kisebbség folyóiratokban, konferenciakötetben (A tudomány évezredében, Csíkszereda 2002), valamint a Szabadság című napilapban jelentek meg.
Földtan és földrajz tankönyveket fordított románról magyarra.
2021-ben jelent meg a Scientia Kiadónál Fordulópontok és meghatározó személyiségek Erdély altalajkincseinek megismeréstörténetében 1920 előtt című könyve (ISBN 978-606-9750-47-6). 

### Tudományos társasági tagságai
- Román Őslénytani Társaság
- Magyarhoni Földtani Társaság
- Erdélyi Múzeum-Egyesület
- Erdélyi Magyar Műszaki Tudományos Társaság (Földtani, valamint Tudománytörténeti Szakosztályának elnöke)
- Europäische Eisenstrasse nemzetközi szervezet tudománytörténeti bizottsága

### Díjai, elismerései
- 1998: Bardócz Lajos-díj (Erdélyi Magyar Műszaki Tudományos Társaság)
- 2002: Debreczeni Márton-emlékérem (Országos Magyar Bányászati és Kohászati Egyesület)
- 2010: Báthory István-díj az Erdélyi Magyar Nemzeti Tanácstól a Bolyai Egyetem újraindítása érdekében kifejtett kimagasló tevékenységéért[1]
- 2011: Fényes Elek-díj (Partiumi és Bánsági Műemlékvédő és Emlékhely Társaság)[2]
- 2014: Herman Ottó-érdemérem (Sapientia EMTE Kolozsvári Kara)[3]
- 2015: A Tudományközvetítés és Tudományos Bírálat Díja (Kolozsvári Akadémiai Bizottság)[4]
- 2016: Arany János-érem[5]
- 2023: EMKE-életműdíj[6]